# Wilhelm Lampeter

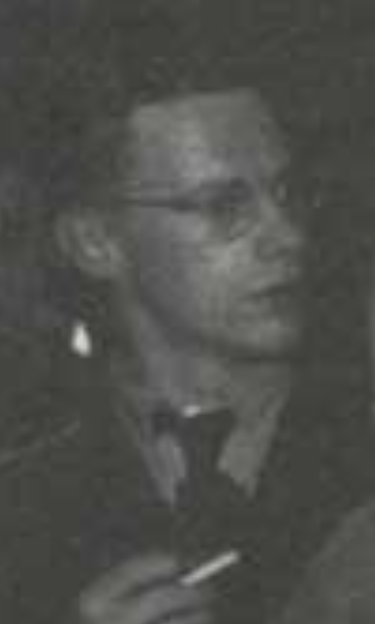
Wilhelm Lampeter, Dezember 1941

Wilhelm Lampeter (* 22. Januar 1916 in Grafenfeld bei Gottschee; † 1. Januar 2003 in Leipzig) war ein deutscher Agrarwissenschaftler und langjähriger Professor an den Universitäten in Leipzig und Halle (Saale). Zu seinen Interessensgebieten gehörten der Feldfutterbau, die Grünlandwirtschaft und die Saatgutforschung. Im Zweiten Weltkrieg war er als Leiter der nationalsozialistisch ausgerichteten „Gottscheer Mannschaft“ einer der Hauptorganisatoren der Aussiedlung seiner Landsleute, der Gottscheer, 1941 aus ihrer alten Heimat „heim ins Reich“. Bei der SS war er von 1941 bis zu seiner Degradierung Anfang 1942 SS-Sturmbannführer.

## Lebensweg
Wilhelm Lampeter besuchte von 1928 bis 1936 die Volksschule in Mittenwald im Gottscheer Land und sodann das – wie alle Gymnasien der Drau-Banovina – slowenischsprachige Gymnasium in Gottschee. Hier tat er sich als Verfechter deutscher Interessen hervor und wurde deshalb vom Gymnasium verwiesen. Mit Unterstützung des Volksbundes für das Deutschtum im Ausland besuchte er ab 1936 das Lessing-Gymnasium in Berlin, wo er das Abitur ablegte. Von 1936 bis 1939 studierte Lampeter Landwirtschaft an der Landwirtschaftlichen Hochschule Hohenheim und legte dort auch erfolgreich die Diplomprüfung ab.
1939 kehrte er nach Jugoslawien zurück. Nach Absetzung der klerikalen Führung des Schwäbisch-Deutschen Kulturbundes durch die nationalsozialistischen „Erneuerer“ im Mai 1939 wurde er Leiter der „Volksdeutschen Mannschaft“ im Kulturbund, wo er sämtliche männlichen Mitglieder in der Gottschee in so genannten „Stürmen“ organisierte und so eine in jedes Dorf reichende nationalsozialistische Organisation errichtete. Nach dem Zusammenbruch der Jugoslawischen Armee im Zuge des Balkanfeldzugs der Achsenmächte ernannte er sich zum Bezirkshauptmann von Gottschee und zog am 13. April 1941 in das Schloss der Auersperger im Stadtzentrum von Gottschee ein. Nach zehn Tagen rückte jedoch die italienische Armee in Gottschee ein und setzte ihn ab.
Als „Volksgruppenführer“ leitet Lampeter mit der „Volksdeutschen Mannschaft“ die Aussiedlung der Gottscheer in das „Ranner Dreieck“, aus dem die einheimische slowenische Bevölkerung deportiert worden war. Bereits im Oktober 1941 erteilte ihm der Reichsführer SS, Heinrich Himmler, in Anerkennung seiner Leistungen den Titel des SS-Sturmbannführers. Die Züge mit den Gottscheer Aussiedlern fuhren vom 14. November 1941 bis zum 26. Januar 1942. Die Umstände der Umsiedlung mitten im Winter und die Lebensverhältnisse in den zuvor zwangsweise leergeräumten neuen Behausungen erwiesen sich als katastrophal, so dass es zu Protesten von Umsiedlern kam. Am 29. Dezember 1941 schickte Lampeter seinen Stellvertreter, den Jugendführer Richard Lackner, nach Berlin, um bei Heinrich Himmler Beschwerde einzulegen. Als Lackner jedoch Anfang Januar 1942 ohne Erfolg zurückkehrte, schrieb Lampeter eine eigene Beschwerde an Himmler. Diese Beschwerden waren daraufhin Anlass für die SS-Führung, die Führung der „Gottscheer Mannschaft“ abzusetzen und SS-Sturmbannführer Lampeter zu degradieren.

Schriftverkehr SS-Hauptamt-Amt von 1944, zur Verwendung des „ehemaligen Volksgruppenführers des Gottscheer Ansiedlungsgebietes“ Lampeter.

Lampeter diente sodann bei der Waffen-SS. Am 30. Juni 1942 wurde er zum SS-Panzergrenadier-Regiment 4 „Der Führer“ nach Stralsund einberufen und am 7. Oktober 1942 zur 11. SS-Freiwilligen-Panzergrenadier-Division „Nordland“ versetzt. Bei seinem Einsatz an der Ostfront wurde er am 15. Januar 1943 in der Kalmückensteppe verwundet. Am 13. März 1943 beantragte er die Aufnahme in die NSDAP und wurde zum 1. April desselben Jahres aufgenommen (Mitgliedsnummer 9.547.990). Am 17. Mai 1943 kam er zur SS-Genesungskompanie in Ellwangen (Jagst) in Württemberg und am 1. Mai 1944 zur SS-Junkerschule in Bad Tölz. Am 30. August 1944 wurde er zum SS-Untersturmführer der Reserve befördert. Am 1. September 1944 kam Lampeter zum SS-Kraftfahr-Ausbildungs- und Ersatz-Regiment in Weimar-Buchenwald (nicht zu verwechseln mit dem Konzentrationslager Buchenwald). Am 1. Januar 1945 wurde er zum SS-Hauptamt, Amt C I versetzt und vom SS-Obergruppenführer Gottlob Berger zum Aufbau des Volkssturmes in Rann im Ansiedlungsgebiet der Gottscheer abkommandiert, wo sich seit Ende 1941 sein Wohnort befand.
1945 übernahm Lampeter die Abteilung „Futterpflanzenzüchtung und Futterpflanzen-Saatguterzeugung“ bei der damals in Deutschland führenden Firma Gompper-Futtersaaten in Hainichen. Dort führte er erfolgreiche Zuchtarbeiten an Lieschgras und Weißklee durch und legte 1949 die Selbständigkeitsprüfung ab. Als Abteilungsleiter beriet er Saatgutvermehrer.
1953 wurde Lampeter Assistent bei Professor Ottokar Heinisch am Institut für Pflanzenzüchtung an der Universität Leipzig und 1955 zum Dr. agr. promoviert. Seine Dissertation hatte den Titel „Ursachen der häufigsten Beschädigungen am Feldfuttersaatgut und deren Beseitigung sowie Verbesserungsmöglichkeiten der Trieurausleseleistung. Ein Beitrag zur Aufbereitung von Feldfuttersaatgut“. 1957 erschien im DBV Verlag seine Monographie „Die Saatgutaufbereitung, im Besonderen für Futterpflanzen sowie Möhren- und Leinsaatgut.“ 1960 erfolgte seine Habilitation an der Karl-Marx-Universität Leipzig zum Thema „Gegenseitige Beeinflussung höherer Pflanzen in Bezug auf Sproß- und Wurzelwachstum, Mineralstoffgehalt und Wasserverbrauch. Untersucht an einigen wirtschaftlich wichtigen Futterpflanzen.“ In den Jahren von 1960 bis 1962 baute Lampeter die Biologische Abteilung im Institut für Grünland und Moorforschung in Paulinenaue auf. Von 1962 bis 1969 war er Professor mit Lehrauftrag für Grünland und Feldfutterbau an der Landwirtschaftlichen Fakultät der Karl-Marx-Universität Leipzig. Gleichzeitig war er Direktor des Instituts für Grünland und Feldfutterbau. Zusätzlich war er von 1965 bis 1967 Prodekan der Agrarwissenschaftlichen Fakultät.
1969 wechselte Lampeter an die Martin-Luther-Universität Halle-Wittenberg, wo er bis zu seiner Emeritierung 1981 Professor für Saatgutproduktion war.
In der DDR gehörte Lampeter keiner Partei an.

## Familie
Wilhelm Lampeter heiratete bereits vor dem Zweiten Weltkrieg in Chemnitz, wo sich seine Frau auch während des Krieges aufhielt. Hier wurde im Herbst 1942 auch der gemeinsame Sohn geboren. Nach Kriegsende kam Lampeter deshalb zunächst nach Chemnitz. Aus der Ehe ging außerdem eine Tochter hervor. Anfang der 1960er Jahre floh sein Sohn Wolfgang Lampeter in die Bundesrepublik Deutschland, wo er Tiermedizin studierte und sich in Bayern niederließ. Anfang der 1980er Jahre versuchte seine Tochter, eine Kunstfotografin, gemeinsam mit ihrem Mann, einem Arzt, über Ungarn in den Westen zu gelangen. Beide wurden jedoch festgenommen und in die DDR zurückgeschickt, wo Lampeters Tochter zu zwei und sein Schwiegersohn zu zweieinhalb Jahren Haft verurteilt wurde. Bald darauf wurden sie von der Bundesrepublik Deutschland freigekauft und lebten fortan im Westen.

## Auszeichnungen
- 1978 Forschungspreis der Universität Halle-Wittenberg
- 1981 Julius-Kühn-Medaille der Landwirtschaftlichen Fakultät der Universität Halle-Wittenberg
- 1996 Theodor-Römer-Preis der Gesellschaft der Freunde der Landwirtschaftlichen Fakultät der Universität Halle-Wittenberg
- 1996 Gedenkmedaille der Mendel-Universität Brünn
- 1996 Verleihung der Ehrendoktorwürde der Universität Hohenheim

## Wissenschaftliche Publikationen
- Stand und künftige Aufgaben der Saatgutqualitätsforschung und ihre Auswirkungen auf die Intensivierung der Pflanzenproduktion. Saatgut-Symposium,  in: KTB der Martin-Luther-Universität Halle-Wittenberg, Wissenschaftliche Beiträge 17/1976 (S6), S. 9–27.
- Ertragssteigerung im Grassamenbau in Abhängigkeit von Aussaatmengen und Stickstoffdüngung. Quedlinburg 1965.
- Eine neue Methode zur serienmäßigen Untersuchung der Verdaulichkeit in-vitromittels „Künstlichen Pansens“,  in: Internationale Zeitschrift der Landwirtschaft 6 (1970), S. 644–668.
- Friedrich Falke (1871–1948). In: Bedeutende Gelehrte in Leipzig Bd. 2. Zur 800-Jahr-Feier der Stadt Leipzig im Auftrag von Rektor und Senat der Karl-Marx-Universität herausgegeben von Gerhard Harig. Leipzig 1965, S. 159–164 (mit Bild).
- Der Alterungstest und der Leitfähigkeitstest zur Bestimmung der Saatgutvitalität,  in: 2. Saatgutsymposium, KTB der Martin-Luther-Universität Halle-Wittenberg, Wissenschaftliche Beiträge 20/1980 (S23), S. 129–139.

## Sonstige Schriften
- Wilhelm Lampeter (1942): Die Gottscheer Volksgruppe 1930 – 1942 und Wilhelm Lampeter (1942): Lagebericht (PDF; 625 kB)